# Battaglia di Groix
La seconda battaglia di Groix fu una battaglia navale che ebbe luogo il 23 giugno 1795 durante la guerra rivoluzionaria francese al largo della costa occidentale della Francia.
Una flotta inglese di 14 navi di linea al comando dell'ammiraglio Lord Bridport, a bordo della Royal George, dopo aver avvistato una flotta francese di 12 navi sotto il comando del viceammiraglio Louis Thomas Villaret de Joyeuse, navigò da sud-ovest, verso l'Île de Groix; la attaccò, in una battaglia durata circa 2 ore e 40 minuti, catturando tre navi prima di rompere l'inseguimento in quanto le navi arrivavano troppo vicine alla riva. Lord Bridport fu molto criticato in marina per la sua incapacità di ottenere una vittoria più decisiva.